# Seein' Things
Seein' Things va ser un curtmetratge mut francès del 1909 dirigit per Georges Méliès i protagonitzat per Francis Ford. La pel·lícula va ser venuda per la Star Film Company de Méliès als Estats Units i distribuïda per Enterprise Optical Company i Gaston Méliès. No se sap si és perduda.